# Frank Mater
Frank Mater (* 1. Mai 1963 in Eisenach; † 22. März 1984 bei Wendehausen) war ein Todesopfer an der innerdeutschen Grenze.

## Leben

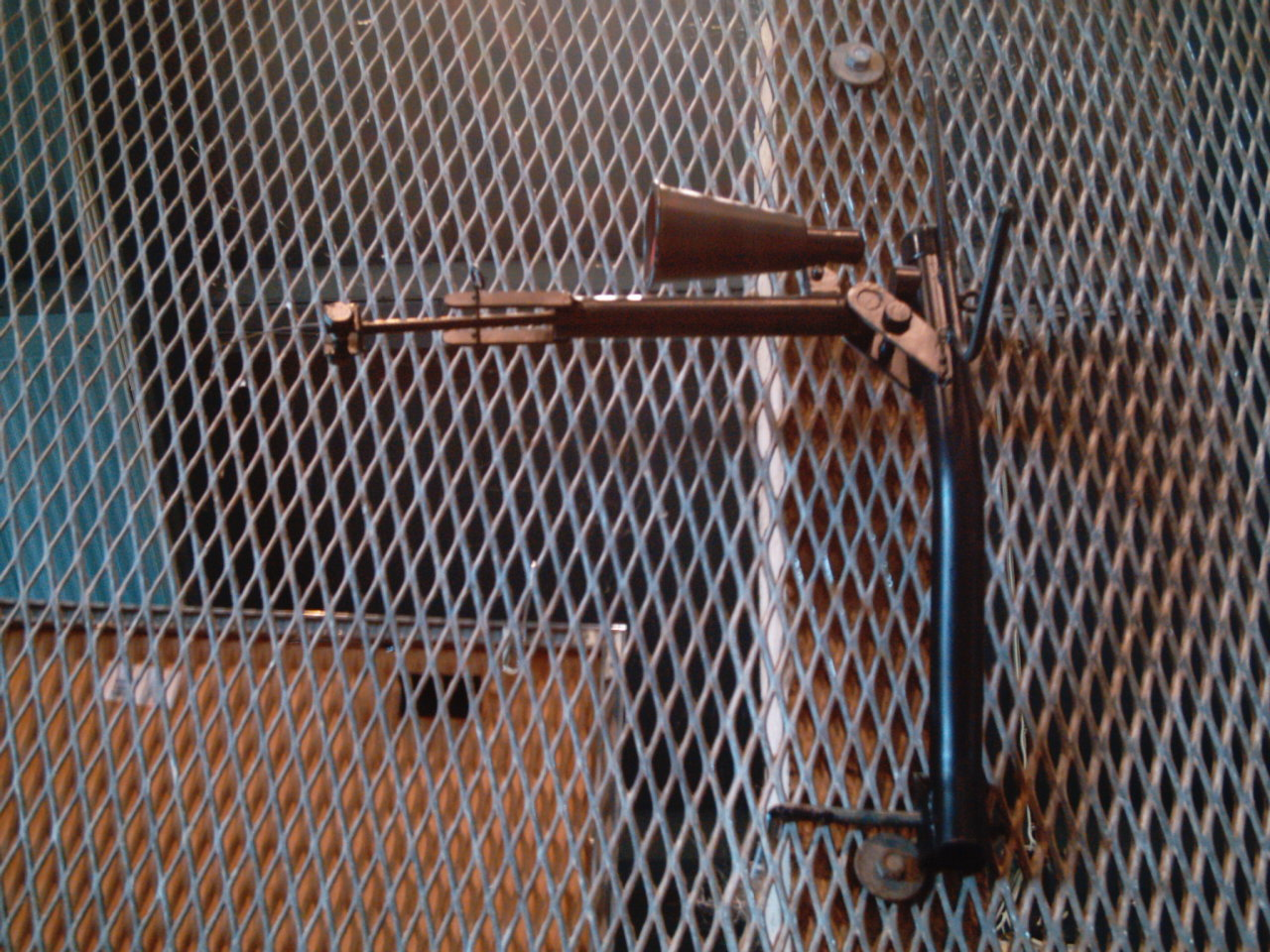
Selbstschussanlage SM-70 („Splittermine Modell 1970“)

Am Nachmittag des 22. März 1984 näherte sich der 20-jährige Frank Mater aus Mihla, Kreis Eisenach, aus Richtung Wendehausen, Kreis Mühlhausen, der Grenze. Ca. 2500 m westlich von Wendehausen zwischen den Grenzsäulen 1385 und 1386 überwand er den Grenzsignalzaun, löste ihn aus und lief in der Deckung eines Waldstücks zum Grenzzaun 1 mit Splitterminen. Gegen 13:37 Uhr löste er eine Selbstschussanlage vom Typ SM-70 aus und wurde dabei schwer verletzt. Die Bergung des Verletzten begann um 14.00 Uhr. Um 14.30 Uhr stellte der Regimentsarzt den Tod fest.
Er war der vermutlich Letzte, der durch eine Mine an der innerdeutschen Grenze ums Leben kam, da diese im November 1984 als Gegenleistung für einen von Franz Josef Strauß vermittelten Kredit in Höhe von einer Milliarde DM entfernt wurden.
In einem Prozess um den Tod von Mater und fünf weiteren Fluchtopfern, die durch Selbstschussanlagen oder Schusswaffengebrauch starben, wurden die verantwortlichen ehemaligen Mitglieder des Nationalen Verteidigungsrats der DDR wegen Anstiftung zum Totschlag zu viereinhalb bis siebeneinhalb Jahren Haft verurteilt.